# Rumex tuberosus
Rumex tuberosus är en slideväxtart. Rumex tuberosus ingår i släktet skräppor, och familjen slideväxter.

## Underarter
Arten delas in i följande underarter:
- R. t. euxinus
- R. t. tuberosus